# اثبات‌گرایی حقوقی
پوزیتیویسم حقوقی یا اثبات‌گرایی حقوقی (به انگلیسی: Legal positivism) در مباحث فلسفهٔ حقوق و نظریهٔ حقوقی، به مکتبی اطلاق می‌شود که معتقد است وجود و محتوای قانون متکی بر واقعیت‌های اجتماعی است. این واقعیت‌های اجتماعی می‌توانند شامل اَعمال قانونگذاری (مانند تصویب قوانین در مجلس)، تصمیمات و آرای قضایی، و همچنین عرف و رسوم رایج در جامعه باشند. نکته‌ی کلیدی در پوزیتیویسم حقوقی این است که این مکتب، منشأ و اعتبار قانون را در اخلاق جستجو نمی‌کند. این دیدگاه در تقابل آشکار با سایر مکاتب فکریِ مطرح در فلسفهٔ حقوق، به‌ویژه نظریۀ حقوق طبیعی، قرار می‌گیرد. نظریهٔ حقوق طبیعی بر این باور استوار است که قانون، پیوندی ذاتی و ناگسستنی با اخلاق دارد؛ به‌گونه‌ای که هر قانونی که در تضاد با اصول اخلاقیِ بنیادین باشد، از اعتبار حقوقی ساقط می‌شود و نمی‌توان آن را قانون نامید.
توماس هابز، قانون را به مثابه «فرمان حاکم» تعریف نمود. این مفهومِ [محوری]، بعدها در قرون هجدهم و نوزدهم میلادی، توسط فیلسوفان حقوقی برجسته‌ای همچون جرمی بنتام و جان آستین، بسط و تفصیل بیشتری یافت. این اندیشمندان استدلال می‌کردند که اعتبار یک قانون، نه به دلیل مطابقت ذاتی آن با موازین اخلاقی یا عدالت، بلکه به دلیل صدور آن از سوی مرجع حاکمیت، تبعیتِ عمومیِ مردم از آن، و پشتیبانیِ ضمانت‌های اجرایی از آن است. هانس کلسن، گامی فراتر در تکامل پوزیتیویسم حقوقی برداشت. او نه‌تنها حقوق را از اخلاق – همان‌گونه که پوزیتیویست‌های پیشین انجام داده بودند – جدا دانست، بلکه قلمرو حقوق را از واقعیت‌های تجربی نیز متمایز ساخت. کلسن با معرفی مفهوم «هنجار» (Norm) به‌مثابه‌ی گزاره‌ای «بایدی» (Ought) که از گزاره‌ی «هستی» (Is) – که توصیف‌کننده‌ی واقعیت است – متمایز است، نظریه‌ی خود را صورت‌بندی کرد. از دیدگاه کلسن، اعتبار یک هنجار حقوقی، از هنجاری بالادست ناشی می‌شود. این امر، به ایجاد یک سلسله‌مراتب هنجاری می‌انجامد که در رأس آن، یک «هنجار پایه» (Basic Norm) قرار دارد. این هنجار پایه – و نه شخصِ حاکم – منبع غایی و نهاییِ اقتدار حقوقی محسوب می‌شود.
در کنار کلسن، می‌توان از چهره‌های برجستهٔ دیگری در میان پوزیتیویست‌های حقوقی قرن بیستم نام برد، از جمله اچ. ال. ای. هارت و جوزف رَز.

## ریشه‌شناسی و دلالت‌های معنایی
اصطلاح "پوزیتیویسم" (Positivism) در ترکیبِ «پوزیتیویسم حقوقی»، نه به معنای "مثبت" (Positive) در تقابل با "منفی" (Negative)، بلکه به معنای فعل "وضع کردن" (to posit) است. واژه "پوزیتیویسم" ریشه در کلمه لاتین positus دارد که اسم مفعول فعل ponere به معنای "قرار دادن"، "نهادن" یا "وضع کردن" است. پوزیتیویسم حقوقی بر این باور استوار است که قوانین، قواعدی هستند که توسط انسان‌ها مقرر یا وضع می‌شوند و همین عملِ وضعِ قانون است که به آن اقتدار و الزام‌آوری می‌بخشد.

## مفهوم
از منظر پوزیتیویستی، منشأ اعتبار یک قانون، تصویب یا شناسایی آن توسط یک مرجع حقوقیِ مقبولِ اجتماعی است که توانایی اجرای قواعد خود را نیز داشته باشد. شایستگی‌ها و محاسن ذاتی یک قانون، موضوعی متمایز از اعتبار حقوقی آن محسوب می‌شوند. به بیان دیگر، یک قانون ممکن است از لحاظ اخلاقی نادرست یا نامطلوب باشد، اما اگر توسط یک مرجع حقوقیِ صاحب صلاحیت، تصویب شده باشد، همچنان یک قانون معتبر تلقی می‌گردد.
لزلی گرین، تمایز میان شایستگی ذاتی و منشأ اعتبار قانون را این‌گونه جمع‌بندی می‌کند: «این واقعیت که یک سیاست [حقوقی] عادلانه، خردمندانه، کارآمد یا محتاطانه باشد، هرگز دلیل کافی برای این نیست که آن سیاست را در واقع قانون بدانیم. [به همین ترتیب،] این واقعیت که یک سیاست ناعادلانه، نابخردانه، ناکارآمد یا غیرمحتاطانه باشد، هرگز دلیل کافی برای تردید در قانونی بودن آن نیست. مطابق با [دیدگاه] پوزیتیویسم، قانون عبارت است از آنچه وضع شده است (دستور داده شده، تصمیم‌گیری شده، به‌کار گرفته شده، تحمل شده و غیره). به تعبیری امروزی‌تر، پوزیتیویسم دیدگاهی است که قانون را یک برساخته‌ی اجتماعی (social construction) می‌داند.»
پوزیتیویسم حقوقی ادعا نمی‌کند که الزاماً باید از قوانینی که به این شیوه [به عنوان قانون] شناسایی می‌شوند، اطاعت کرد، یا اینکه وجودِ قواعدِ روشن و قابل شناسایی، فی‌نفسه واجد ارزش است (اگرچه برخی از پوزیتیویست‌ها ممکن است چنین ادعاهایی نیز داشته باشند). در حقیقت، قوانینِ یک نظام حقوقی ممکن است کاملاً ناعادلانه باشند و حکومت [حاکم] نیز ممکن است نامشروع باشد؛ در نتیجه، [چه بسا] هیچ الزامی برای اطاعت از [چنین] قانونی وجود نداشته باشد. افزون بر این، معتبر شناخته شدن یک قانون توسط دادگاه، لزوماً به این معنا نیست که دادگاه باید آن قانون را در یک پرونده‌ی خاص اِعمال کند. همان‌طور که جان گاردنر بیان کرده است، پوزیتیویسم حقوقی «از حیث هنجاری، خنثی و بی‌طرف» است. پوزیتیویسم حقوقی، نظریه‌ای درباره‌ی خودِ قانون است، نه نظریه‌ای درباره‌ی رویه‌ی حقوقی، فرآیند دادرسی، یا تعهدات سیاسی. پوزیتیویست‌های حقوقی عموماً بر این باورند که شفافیت فکری، به بهترین وجه، از طریق تفکیک این موضوعات [از یکدیگر] و تحلیل مستقل هر یک حاصل می‌شود.

### پوزیتیویسم حقوقی فراگیر و انحصاری
فلسفه تحلیلی حقوق، غالباً بین دو نوع پوزیتیویسم حقوقی تمایز قائل می‌شود: پوزیتیویسم حقوقی فراگیر (inclusive) و پوزیتیویسم حقوقی انحصاری (exclusive). پوزیتیویسم فراگیر می‌پذیرد – و پوزیتیویسم انحصاری انکار می‌کند – که ممکن است مواردی وجود داشته باشد که در آنها، تعیینِ اینکه "قانون چیست"، از ملاحظاتی درباره اینکه "قانون مطابق با اخلاق چه باید باشد" استنتاج شود.
هر دوی این رویکردها، به این دلیل که در دو اصل بنیادین مشترک هستند، ذیل عنوان پوزیتیویسم حقوقی قرار می‌گیرند. نخست، «گزاره‌ی اجتماعی» (social thesis): قانون، ماهیتاً، ساخته‌ی دست بشر است و بنابراین، محتوای آن در نهایت، توسط واقعیت‌های اجتماعی – مانند اَعمال قانونگذاری، تصمیمات قضایی و عرف‌ها – تعیین می‌شود. دوم، «گزاره‌ی جدایی» (separation thesis): قانون و اخلاق، پدیده‌هایی مفهوماً متمایز هستند و از همین رو، یک هنجار می‌تواند متعلق به [نظام] حقوقی باشد، حتی اگر ناعادلانه یا غیرمنصفانه باشد.
این دو نظریه، بر پایه‌ی این دو فرض مشترک، در تفسیر خود از چگونگی تأثیرگذاریِ اخلاق بر قانون، با یکدیگر اختلاف دارند.
بر اساس پوزیتیویسم حقوقی فراگیر (که «پوزیتیویسم نرم» نیز نامیده می‌شود)، این امکان وجود دارد که معیارهای شناساییِ قوانینِ معتبر در یک نظام حقوقیِ مشخص (یعنی، در اصطلاح‌شناسی هارت، «قاعده‌ی شناساییِ» آن نظام)، متضمن معیارهای اخلاقی باشند. به بیان دیگر، اگرچه قانون و اخلاق از نظر مفهومی متمایز هستند، یک نظام حقوقیِ خاص ممکن است، در عمل، اعتبار برخی از قوانین را وابسته به شایستگی اخلاقی آنها کند. معمولاً این امر زمانی رخ می‌دهد که یک قانون اساسی شامل بندی باشد که قوانین را ملزم به رعایت حقوق بشر، کرامت انسانی یا برابری کند، و بدین ترتیب، نوعی معیار اخلاقی را در نظام حقوقی ادغام کند. مطابقت با اصول اخلاقی، می‌تواند شرط اعتبار حقوقی باشد. با این حال، این امر ضرورتاً اینگونه نیست، بلکه وابسته به محتوای قانون و قاعده‌ی شناساییِ آن است، که ممکن است شامل معیارهای اخلاقی باشد یا نباشد. پوزیتیویسم حقوقی فراگیر توسط نویسندگانی همچون جولز کلمن، متیو کریمر، ویل والوچو، و خودِ اچ. ال. ای. هارت پذیرفته شده یا مورد دفاع قرار گرفته است.
طبق پوزیتیویسم حقوقی انحصاری («پوزیتیویسم سخت»)، اعتبار یک قانون هرگز به محتوای اخلاقی آن بستگی ندارد، بلکه صرفاً به منشأ آن (به عنوان مثال، تصویب شدن توسط یک قوه‌ی مقننه) و انطباق آن با رویه‌های شکلیِ نظام حقوقی وابسته است. بنابراین، اگر قانون اساسی به اصول اخلاقی ارجاع دهد، این اصول به عنوان معیارهای اخلاقی در قانون گنجانده نمی‌شوند، بلکه قانون اساسی به قضات و سایر نهادهای مجری قانون اختیار می‌دهد تا با توسل به استدلال اخلاقی، قانون را توسعه داده و اصلاح کنند. مطابقت با اصول اخلاقی، به‌طور ضروری، شرط اعتبار حقوقی نیست. پوزیتیویسم حقوقی انحصاری عمدتاً با نام جوزف رَز گره خورده است و توسط نویسندگانی همچون برایان لایتر، آندری مارمور و اسکات شاپیرو مورد حمایت قرار گرفته است.
به طور خلاصه، پوزیتیویسم فراگیر این امکان را در نظر می‌گیرد که اخلاق بتواند در تعیین اعتبار حقوقی در برخی نظام‌های حقوقی نقش ایفا کند، در حالی که پوزیتیویسم انحصاری بر این باور است که اخلاق هرگز نمی‌تواند یک معیار مستقیم برای اعتبار حقوقی باشد، حتی اگر یک نظام حقوقی به مفاهیم اخلاقی ارجاع دهد.

## پوزیتیویسم حقوقی روش‌شناختی، نظری، و ایدئولوژیک
نوربرتو بوبیو در سال 1961 استدلال کرد که عبارت "پوزیتیویسم حقوقی" با سه معنای متفاوت به کار می‌رود که به آموزه‌های مختلف و عمدتاً مستقلی اشاره دارد. او این سه معنا را "پوزیتیویسم به عنوان روشی برای مطالعه‌ی قانون" (پوزیتیویسم حقوقی روش‌شناختی)، "پوزیتیویسم به عنوان یک نظریه یا مفهوم‌پردازی از قانون" (پوزیتیویسم حقوقی نظری) و "پوزیتیویسم به عنوان یک ایدئولوژی عدالت" (پوزیتیویسم حقوقی ایدئولوژیک) نامید.
پوزیتیویسم حقوقی روش‌شناختی، رویکردی علمی و فارغ از ارزش‌گذاری به مطالعه‌ی قانون است و، در عین حال، شیوه‌ای برای تصور موضوعِ شناختِ حقوقی به شمار می‌رود. ویژگی بارز این رویکرد، تمایز قاطع بین قانونِ موجود (real law) و قانونِ مطلوب (ideal law) (یا "قانون به مثابه‌ی واقعیت" و "قانون به مثابه‌ی ارزش"، "قانون چنان‌که هست" و "قانون چنان‌که باید باشد") و این باور است که علم حقوق باید به قانونِ موجود بپردازد.
پوزیتیویسم حقوقی نظری، مجموعه‌ای از نظریه‌ها درباره‌ی ماهیت قانون است که با یک مفهوم‌پردازی دولت‌محور (statalist) از قانون پیوند دارد. این نظریه‌ها شامل این موارد می‌شوند: نظریه‌ای که قانون را مجموعه‌ای از اوامر صادر شده توسط مرجع حاکم می‌داند که نیروی الزام‌آور آن با تهدید به مجازات تضمین می‌شود (امری‌گراییِ اجباری)؛ نظریه‌ای در باب منابع حقوقی، که در آن قانون موضوعه از برتری برخوردار است (قانون‌گرایی)؛ نظریه‌ای در باب نظم حقوقی، که قرار است یک نظام کامل و منسجم از هنجارها باشد، عاری از خلاء (lacunae) و تعارض (antinomies)؛ و نظریه‌ای در باب تفسیر حقوقی، که به عنوان یک عملِ شناختیِ محض تصور می‌شود: فعالیتی مکانیکی و منطقی.
سرانجام، پوزیتیویسم حقوقی ایدئولوژیک توسط بوبیو به عنوان نظریه‌ای هنجاری تعریف می‌شود که بر اساس آن، قانونِ موضوعه باید اطاعت شود (قانون‌گرایی اخلاقی).

## مقایسه با واقع‌گرایی حقوقی
گاهی اوقات اصطلاح "پوزیتیویست" در معنایی تحقیرآمیز برای محکوم کردن آموزه‌ای به کار می‌رود که بر اساس آن، قانون همیشه روشن است (فرمالیسم حقوقی) و، هرچند ناعادلانه، باید به‌طور جدی توسط مقامات اجرا و توسط اتباع اطاعت شود (به اصطلاح "پوزیتیویسم ایدئولوژیک"). پوزیتیویسم حقوقی، هنگامی که با فرمالیسم حقوقی یکسان انگاشته شود، در تقابل با واقع‌گرایی حقوقی قرار می‌گیرد. پوزیتیویسم حقوقی، به عنوان فرمالیسم، معتقد است که در بیشتر موارد، قانون رهنمودهای مشخصی را برای اتباع خود و برای قضات ارائه می‌دهد. از سوی دیگر، واقع‌گرایان حقوقی، اغلب از شک‌گراییِ قاعده‌محور استقبال می‌کنند و ادعا می‌کنند که قواعد حقوقی نامعین هستند و اختیار قضایی را محدود نمی‌کنند. با این حال، هم پوزیتیویسم حقوقی و هم واقع‌گرایی حقوقی معتقدند که قانون یک ساخته‌ی انسانی است. علاوه بر این، بیشتر واقع‌گرایان نوعی از آموزه‌ی پوزیتیویستیِ جدایی قانون و اخلاق را پذیرفته‌اند.
به گفته‌ی برایان لایتر، این دیدگاه که پوزیتیویسم و واقع‌گرایی مواضع ناسازگاری هستند، احتمالاً عمدتاً به دلیل نقدِ هارت از واقع‌گرایی حقوقی است، اما واقع‌گرایان حقوقی آمریکایی "پوزیتیویست‌های حقوقی ضمنی" بودند که اذعان داشتند که تمام قوانین از منابع معتبری مانند قوانین موضوعه و رویه‌ی قضایی ناشی می‌شوند. اکثر واقع‌گرایان حقوقی وجود حقوق طبیعی را انکار می‌کردند، رویکردی علمی به قانون مبتنی بر تمایز بین توصیف و ارزیابی قانون داشتند، و وجود یک تعهد عینی (اخلاقی یا سیاسی) برای اطاعت از قانون را انکار می‌کردند؛ بنابراین آنها به عنوان پوزیتیویست‌های حقوقی شناخته می‌شدند.

## نقد
پوزیتیویسم حقوقی در آلمان توسط گوستاو رادبروخ (Gustav Radbruch) در سال 1946 به طور مشهوری رد شد، جایی که تعقیب حامیان نازی با چالش ارزیابی اعمالی که با قوانین نازی مطابقت داشت، روبرو شد. در آنچه که به عنوان فرمول رادبروخ شناخته می‌شود، او استدلال کرد که به طور کلی یک قانون ناعادلانه باید به عنوان قانون شناخته شود، "مگر اینکه تعارض بین قانون موضوعه و عدالت به چنان درجه غیرقابل تحملی برسد که قانون موضوعه، به عنوان 'قانون معیوب'، باید در برابر عدالت تسلیم شود" یا به طور دقیق‌تر: "هر جا که حتی تلاشی برای عدالت وجود نداشته باشد، جایی که برابری، که هسته عدالت است، عمداً در صدور قانون موضوعه مورد خیانت قرار گیرد، آنگاه قانون موضوعه نه تنها 'قانون معیوب' نیست، بلکه به طور کلی فاقد ماهیت قانون است."